# 1719 a tudományban
Az 1719. év a tudományban és technikában.

## Halálozások
- Január 12. – John Flamsteed angol csillagász, a Greenwichi Királyi Obszervatórium első királyi csillagásza (Astronomer Royal) (* 1646)
- Március 13. – Johann Friedrich Böttger német alkimista, az európai porcelángyártás úttörője (* 1682)
- November 8. – Michel Rolle matematikus (* 1652)